# Pelecopsis janus
Pelecopsis janus là một loài nhện trong họ Linyphiidae.
Loài này thuộc chi Pelecopsis. Pelecopsis janus được Rudy Jocqué miêu tả năm 1984.